# Micropodabrus tachulanensis
Micropodabrus tachulanensis es una especie de coleóptero de la familia Cantharidae.

## Distribución geográfica
Habita en China.